# Episodi di Alle meine Töchter (sesta stagione)
La sesta stagione della serie televisiva Alle meine Töchter è stata trasmessa in anteprima in Germania dalla ZDF tra il 19 aprile 2001 e il 19 luglio 2001.
| nº | Titolo originale          | Titolo italiano | Prima TV Germania | Prima TV Italia |
| -- | ------------------------- | --------------- | ----------------- | --------------- |
| 1  | Notfälle                  | inedito         | 19 aprile 2001    | inedito         |
| 2  | Der Protestmarsch         | inedito         | 26 aprile 2001    | inedito         |
| 3  | Die Kur                   | inedito         | 3 maggio 2001     | inedito         |
| 4  | Der verlorene Sohn        | inedito         | 10 maggio 2001    | inedito         |
| 5  | Auf den Hund gekommen     | inedito         | 17 maggio 2001    | inedito         |
| 6  | Alarmsignale              | inedito         | 31 maggio 2001    | inedito         |
| 7  | Fliegender Wechsel        | inedito         | 7 giugno 2001     | inedito         |
| 8  | Der Bumerang-Effekt       | inedito         | 14 giugno 2001    | inedito         |
| 9  | Der Biss des Tigers       | inedito         | 21 giugno 2001    | inedito         |
| 10 | Der Tulpendieb            | inedito         | 28 giugno 2001    | inedito         |
| 11 | Verschiedene Verhältnisse | inedito         | 5 luglio 2001     | inedito         |
| 12 | Der Preis der Moral       | inedito         | 12 luglio 2001    | inedito         |
| 13 | Auf Bewährung             | inedito         | 19 luglio 2001    | inedito         |